# Coppa dei Campioni 1994-1995 (pallavolo femminile)
La Coppa dei Campioni di pallavolo femminile 1994-1995 è stata la 35ª edizione del massimo torneo pallavolistico europeo per squadre di club; iniziata con la fase ad eliminazione diretta a partire dal 5 novembre 1994, si è conclusa con la final-four, il 12 marzo 1995. Alla competizione hanno partecipato 31 squadre e la vittoria finale è andata per l'ottava volta, la seconda consecutiva, al Volejbol'nyj klub Uraločka.

## Squadre partecipanti
| - CJD Berlin - Slávia Bratislava - Rapid Bucarest - Castêlo da Maia - Celje - Ķīmiķis Daugavpils - Eger - Uraločka - Holte - Eczacıbaşı - Koll | - AEL Limassol - BTV Lucerna - Iskra Luhans'k - Mamer - Hapoël Mateh Asher - Matera - Amkodor Minsk - Murcia - Iōnikos Neas Filadelfeias - Olomouc - Volco | - Chemik Police - Riom - Makedonijâ - Tirana - Datovoc Tongeren - Jelovica Tuzla - Vasama Vaasa - Post Wien - HAOK Mladost |

## Prima fase

### Squadre qualificate
- Slávia Bratislava
- Rapid Bucarest
- BTV Lucerna
- Iōnikos Neas Filadelfeias
- Tirana
- Datovoc Tongeren
- Post Wien

## Seconda fase

### Squadre qualificate
- CJD Berlin
- Slávia Bratislava
- Rapid Bucarest
- Ķīmiķis Daugavpils
- BTV Lucerna
- Chemik Police
- Tirana
- Post Wien

## Ottavi di finale

### Squadra qualificate
- CJD Berlin
- Rapid Bucarest
- Eger
- Uraločka
- Iskra Luhans'k
- Matera
- Murcia
- Olomouc

## Quarti di finale

### Squadre qualificate
- Uraločka
- Matera
- Murcia
- Olomouc

## Final-four

### Finali 1º e 3º posto
|  | Semifinali     | Semifinali     | Semifinali |          |        | Finale             | Finale             | Finale             |  |
|  |                |                |            |          |        |                    |                    |                    |  |
|  | Murcia         | Murcia         | 3          |          |        |                    |                    |                    |  |
|  | Murcia         | Murcia         | 3          |          |        |                    |                    |                    |  |
|  | Iskra Luhans'k | Iskra Luhans'k | 0          |          |        |                    |                    |                    |  |
|  | Iskra Luhans'k | Iskra Luhans'k | 0          |          | Murcia | Murcia             | 0                  |                    |  |
|  |                |                |            |          | Murcia | Murcia             | 0                  |                    |  |
|  |                |                | Uraločka   | Uraločka | 3      |                    |                    |                    |  |
|  | Matera         | Matera         | Uraločka   | Uraločka | 3      | 1                  |                    |                    |  |
|  | Matera         | Matera         |            |          |        | 1                  |                    |                    |  |
|  | Uraločka       | Uraločka       | 3          |          |        | Finale 3º/4º posto | Finale 3º/4º posto | Finale 3º/4º posto |  |
|  | Uraločka       | Uraločka       | 3          |          |        |                    |                    |                    |  |
|  |                |                |            |          |        |                    |                    |                    |  |
|  |                |                |            |          |        | Iskra Luhans'k     | Iskra Luhans'k     | 3                  |  |
|  |                |                |            |          |        | Iskra Luhans'k     | Iskra Luhans'k     | 3                  |  |
|  |                |                |            |          |        | Matera             | Matera             | 0                  |  |